# Сьверчини (Куявсько-Поморське воєводство)
Сьверчини (пол. Świerczyny) — село в Польщі, у гміні Лисомиці Торунського повіту Куявсько-Поморського воєводства.
Населення — 73 особи (2011).
У 1975-1998 роках село належало до Торунського воєводства.

## Демографія
Демографічна структура станом на 31 березня 2011 року:
|          | Загалом | Допрацездатний вік | Працездатний вік | Постпрацездатний вік |
| -------- | ------- | ------------------ | ---------------- | -------------------- |
| Чоловіки | 37      | 8                  | 27               | 2                    |
| Жінки    | 36      | 11                 | 20               | 5                    |
| Разом    | 73      | 19                 | 47               | 7                    |